# Long. Live. ASAP
Long. Live. ASAP (stylizováno jako LONG.LIVE.A$AP) je debutové studiové album amerického rappera ASAP Rocky, vydané 15. ledna 2013 u nahrávacích společností Polo Grounds Music a RCA Records.

## O albu
Jedná se o debutové album rappera ASAP Rocky u společností Poly Grounds a RCA, u kterých získal smlouvu po svém proslavení se na internetu skrze nezávislé singly "Purple Swag" a "Peso".
Původně mělo být vydáno již v září 2012, ale postupně bylo odkládáno až do ledna 2013.
Přizvanými umělci jsou Schoolboy Q, Santigold, OverDoz, Kendrick Lamar, 2 Chainz, Drake, Big K.R.I.T., Yelawolf, Danny Brown, Action Bronson, Joey Badass, Gunplay, ASAP Ferg a Florence Welch.

## Singly
Prvním singlem byla píseň "Goldie", ta se umístila na 55. příčce v americké hitparádě Hot R&B/Hip-Hop Songs a na 98. příčce v britské UK Singles Chart.
Druhým singlem byla zvolena píseň "Fuckin' Problems" (ft. Drake, 2 Chainz a Kendrick Lamar). Ta se vyšplhala na 8. příčku v Billboard Hot 100 a na 2. příčku v Hot R&B/Hip-Hop Songs, také na 50. v UK Singles Chart a 65. v Canadian Hot 100.
Třetí singl "Wild for the Night" (ft. Skrillex a Birdy Nam Nam) se umístil na 80. příčce v USA. Čtvrtý singl "Fashion Killa" v USA nezabodoval.

## Po vydání
V první týden prodeje v USA se, i přes téměř měsíční předčasný leak na internet, prodalo 139 000 kusů. K červnu 2013 se v USA prodalo 378 000 kusů. V březnu 2015 album získalo RIAA certifikaci zlatá deska za 500 000 kusů alba v distribuci.

## Seznam skladeb
| Pořadí | Název                                                                                           | Hudba                                                                             | Délka |
| ------ | ----------------------------------------------------------------------------------------------- | --------------------------------------------------------------------------------- | ----- |
| 1.     | Long Live A$AP                                                                                  | Jim Jonsin, Rico Love, Finatik & Zac (co.), Frank Romano (co.), LORD FLACKO (co.) | 4:50  |
| 2.     | Goldie                                                                                          | Hit-Boy                                                                           | 3:12  |
| 3.     | PMW (All I Really Need) (ft. Schoolboy Q)                                                       | T-Minus, Nikhil Seetharam (co.)                                                   | 5:37  |
| 4.     | LVL                                                                                             | Clams Casino                                                                      | 3:40  |
| 5.     | Hell (ft. Santigold)                                                                            | Clams Casino                                                                      | 3:52  |
| 6.     | Pain (ft. OverDoz)                                                                              | Soufien3000                                                                       | 3:53  |
| 7.     | Fuckin' Problems (ft. Drake, 2 Chainz & Kendrick Lamar)                                         | 40, C. Papi (co.)                                                                 | 3:54  |
| 8.     | Wild for the Night (ft. Skrillex a Birdy Nam Nam)                                               | Birdy Nam Nam, Skrillex                                                           | 3:30  |
| 9.     | 1 Train (ft. Kendrick Lamar, Joey Bada$$, YelaWolf, Danny Brown, Action Bronson & Big K.R.I.T.) | Hit-Boy                                                                           | 6:12  |
| 10.    | Fashion Killa                                                                                   | Friendzone, Hector Delgado, LORD FLACKO (co.)                                     | 3:56  |
| 11.    | Phoenix                                                                                         | Danger Mouse                                                                      | 3:54  |
| 12.    | Suddenly                                                                                        | A$AP Ty Beats, LORD FLACKO, Hector Delgado (co.)                                  | 4:31  |

| Deluxe Edition | Deluxe Edition                            | Deluxe Edition                   | Deluxe Edition |
| Pořadí         | Název                                     | Hudba                            | Délka          |
| -------------- | ----------------------------------------- | -------------------------------- | -------------- |
| 13.            | Jodye                                     | Joey Fatts                       | 4:23           |
| 14.            | Ghetto Symphony (ft. Gunplay & A$AP Ferg) | V Don, LORD FLACKO               | 3:57           |
| 15.            | Angels                                    | Amsterdam                        | 3:48           |
| 16.            | I Come Apart (ft. Florence Welch)         | Emile Haynie, Amanda Ghost (co.) | 3:37           |

## Mezinárodní žebříčky
| Země                     | Umístění |
| ------------------------ | -------- |
| Kanada                   | 1        |
| Spojené království       | 7        |
| US Billboard 200         | 1        |
| US Billboard R&B/Hip-Hop | 1        |
| US Billboard Rap         | 1        |